# Ocopa

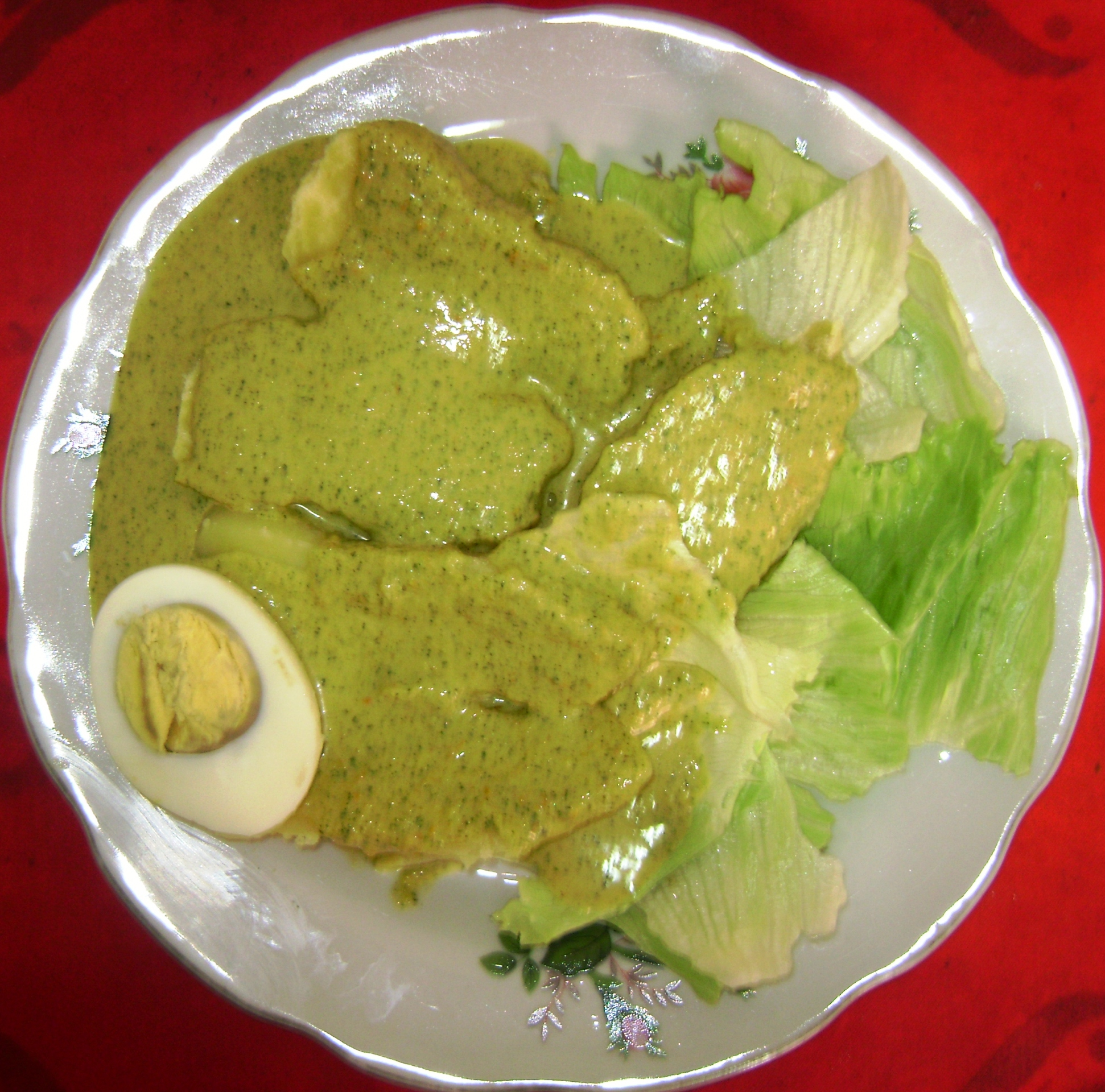
Assiette docopa.

L'ocopa est un plat typique de la cuisine péruvienne, originaire de la ville d'Arequipa. Ce plat, similaire à un autre plat péruvien connu sous le nom de papas a la huancaína, est constitué de pommes de terre bouillies, nappées d'une sauce à base de cacahuètes, fromage frais de vache,  piment orange, et aromatisée d'un brin de huacatay (plante aromatique d'Amérique du Sud, Tagetes minuta).
Décoré d'un œuf dur et d'une olive, il est habituellement accompagné, à Arequipa,  de crevettes.